# Victor Emanuel Öman
Victor Emanuel Öman, född den 22 augusti 1833 i Ramsbergs socken i Örebro län, död (genom självmord) den 23 augusti 1904, var en svensk skald, översättare, språk- och tidningsman.
Öman genomgick större delen av Karolinska läroverket i Örebro och tog som "privatist" studentexamen i Lund 1852. Sedan han utövat filosofiska och språkvetenskapliga studier vid universiteten i Leipzig och Jena, promoverades han till filosofisk doktor vid sistnämnda universitet 1859 och återvände till Sverige, där han ägnade sig åt språkstudier och skriftställen. 1863–70 var han litterärt biträde åt förlagsfirman N. M. Lindh, sedan som medredaktör av tidningarna Nerikes allehanda och Allehanda för folket. I den första, en mycket spridd liberal och frihandelsvänlig tidning, inträdde Öman 1870 som medarbetare och var från 1881 till sin bortgång dess huvudredaktör. Vid veckobladet Allehanda för folket verkade han under hela dess tillvaro (1873–89).
Med diktsamlingarna Lyriska blad (1857) framträdde Öman som en skald med frisk ingivelse, varm och ren känsla samt en egendomlig käckhet i uttryckssättet; tysk och engelsk lyrik påverkade honom starkt, och flera av hans dikter är närmast översättningar. Man fann där bland annat kärnlyriska småstycken av äkta klang. Den ironi, som utgör ett drag i hans skaldelynne och påpassligt vaktar för alla avsteg åt det känslosamma hållet, förlänar oväntade ljusbrytningar åt stilen även i hans omtalande dikt Riddar Herburt och jungfru Hilde (en kärlekshistoria i åtta "äventyr", 1866). Ömans lyriska ådra upphörde alltför snart att flöda. 
Som poetisk översättare har han vunnit en rangplats, i synnerhet genom sin trogna och lyckade försvenskning av Miltons Det förlorade paradiset och Det återvunna paradiset (1862). Hans översättning av Euripides’ Medea belönades 1859 med Svenska akademiens andra pris. Från ryska överflyttade Öman Sånger av Aleksandr Pusjkin (1871) och Ivan Turgenjevs Vårböljor (1876), och för övrigt lämnade han poetiska tolkningar från så skilda språk som sanskrit och ungerska. Till den allmänna bildningens tjänst översatte han från engelska "Den klassiska litteraturen En folkets bok" (1886).
Ömans sysslande med engelska språkstudier bar frukt i en större teoretisk-praktisk lärobok i engelska språket efter Toussaint-Langenscheidtska metoden (2 band, 1868–69) och en Svensk-engelsk handordbok (1872). I Nerikes allehanda lämnade Öman 1896 en rikhaltig och betydande ordsamling, Bergslagsspråk för femtio år sedan. Bland hans större språkliga arbeten var även tolkningar av Sveriges ortnamn, vilka han gärna tillskrev keltiskt ursprung. Anmärkningsvärda genom det nya i tonen är de "humoresker" han författade i Allehanda för folket. Friskt och angenämt skrivna är hans självbiografiska skildringar Från min ungdomstid. Minnesbilder (1889), på visst sätt ett modernt motstycke till Samuel Ödmanns Hågkomster.